# 河口苗族乡
河口苗族乡，是中华人民共和国湖南省邵陽市绥宁县下辖的一个乡镇级行政单位。

## 行政区划
河口苗族乡下辖以下地区：
河口村、四甲团村、多逸寨村、山茶坪村、岩坡村、水车村和杨家寨村。